# Physcius brevicollis
Physcius brevicollis es una especie de coleóptero de la familia Mycteridae.

## Distribución geográfica
Habita en Brasil.